# سان ميشيل سور أورج
سان ميشيل سور أورج (النطق الفرنسي: [sɛ̃ miʃɛl syʁ ɔʁʒ] (استمع) ، هي بلدية في مقاطعة ايسونا بفرنسا. يقع في الضاحية الجنوبية لباريس، على بعد 7.24 كم (3.15 ميل) من وسط باريس.
يُعرف سكان سان ميشال سور أورج باسم سان ميشيلوا.

## المواصلات
يتم خدمة سان ميشيل سور أورج بواسطة محطة سان ميشيل سور أورج على خط باريس بير سي. يربط خط الحافلات باريس بير سي، عاصمة الدائرة.

## تعليم
توجد ثماني مدارس ابتدائية في البلدية. 
المدارس الثانوية: 
- كوليج جان مولان وكوليج نيكولاس بويلو (المدارس الإعدادية)
- مدرسة ليوناردو دافنشي الثانوية (الثانوية )